# Niittysaari (ö i Lappland, Rovaniemi, lat 66,51, long 26,68)
Niittysaari är en ö i Finland. Den ligger i sjön Ulkujärvi och i kommunen Rovaniemi i den ekonomiska regionen  Rovaniemi ekonomiska region  och landskapet Lappland, i den norra delen av landet, 700 km norr om huvudstaden Helsingfors. Öns area är 0,4 hektar och dess största längd är 110 meter i öst-västlig riktning.